# HD 155341
HD 155341 (V829 Arae) è una stella gigante rossa di magnitudine 6,13 situata nella costellazione dell'Altare. Dista 1284 anni luce dal sistema solare.

## Osservazione
Si tratta di una stella situata nell'emisfero celeste australe. La sua posizione è fortemente australe e ciò comporta che la stella sia osservabile prevalentemente dall'emisfero sud, dove si presenta circumpolare anche da gran parte delle regioni temperate; dall'emisfero nord la sua visibilità è invece limitata alle regioni temperate inferiori e alla fascia tropicale. Essendo di magnitudine pari a 6,1, non è osservabile ad occhio nudo; per poterla scorgere è sufficiente comunque anche un binocolo di piccole dimensioni, a patto di avere a disposizione un cielo buio.
Il periodo migliore per la sua osservazione nel cielo serale ricade nei mesi compresi fra maggio e settembre; nell'emisfero sud è visibile anche per gran parte della primavera, grazie alla declinazione boreale della stella, mentre nell'emisfero sud può essere osservata limitatamente durante i mesi estivi boreali.

## Caratteristiche
Si tratta di una stella binaria formata da una gigante rossa in un avanzato stadio evolutivo e da una stella bianca, con la quale forma una variabile ellissoidale rotante, una coppia di stelle in orbita stretta tra loro e deformate dall'attrazione gravitazionale reciproca. Il periodo è di 80 giorni e questo provoca una variazione di 0,08 magnitudini. Inoltre, la gigante rossa è anche una variabile semiregolare, che provoca variazioni di 0,23 magnitudini in un periodo di circa 50 giorni.